# Dagda (miasto)
Dagda – miasto w południowo-wschodniej Łotwie, nad jeziorem Dagda, przy drodze z Krasławia do Lucyna, w novadsie Krasław, w latach 2009–2021 siedziba novadsu Dagda. W 2016 roku liczyło 2178 mieszkańców.

## Historia
Miejscowość została założona w XVII wieku i była własnością rodu von Hülsenów. W języku niemieckim funkcjonowała pod nazwą Dageten. W latach 40. XVIII wieku von Hülsenowie ufundowali murowany kościół Świętej Trójcy, który wzniesiony został w stylu barokowym w miejsce dawnego drewnianego kościoła. W 1801 roku Dagdę nabyli Bujniccy. W 1863 roku spłonął majątek Bujnickich. Pożar strawił m.in. wzbogaconą przez Bujnickich bibliotekę i archiwum po von Hülsenach, jednak nie zniszczył okazałego założenia parkowego. W 1950 roku miejscowość otrzymała status osiedla typu miejskiego i została ustanowiona siedzibą administracyjną rejonu Dagda, którą była do 1962 roku, do momentu likwidacji rejonu Dagda i wcieleniu jego obszaru do rejonu Krasław. W 1992 roku Dagda otrzymała prawa miejskie. W 2009 roku miasto zostało siedzibą nowo utworzonego novadu Dagda.